# اتحادیه بسکتبال استونی
اتحادیه بسکتبال استونی (استونیایی: Eesti Korvpalliliit) نهاد اداره کننده ورزش بسکتبال در کشور استونی است. این اتحادیه که در سال ۱۹۲۳ تأسیس شده مقر آن در شهر تالین قرار دارد.